# سان پاولو آلبانزه
سان پاولو آلبانزه (به ایتالیایی: San Paolo Albanese) یک کومونه در ایتالیا است که در استان پوتنزا واقع شده‌است. سان پاولو آلبانزه ۲۹ کیلومتر مربع مساحت و ۴۱۶ نفر جمعیت دارد.